# Các món ăn từ hải sản

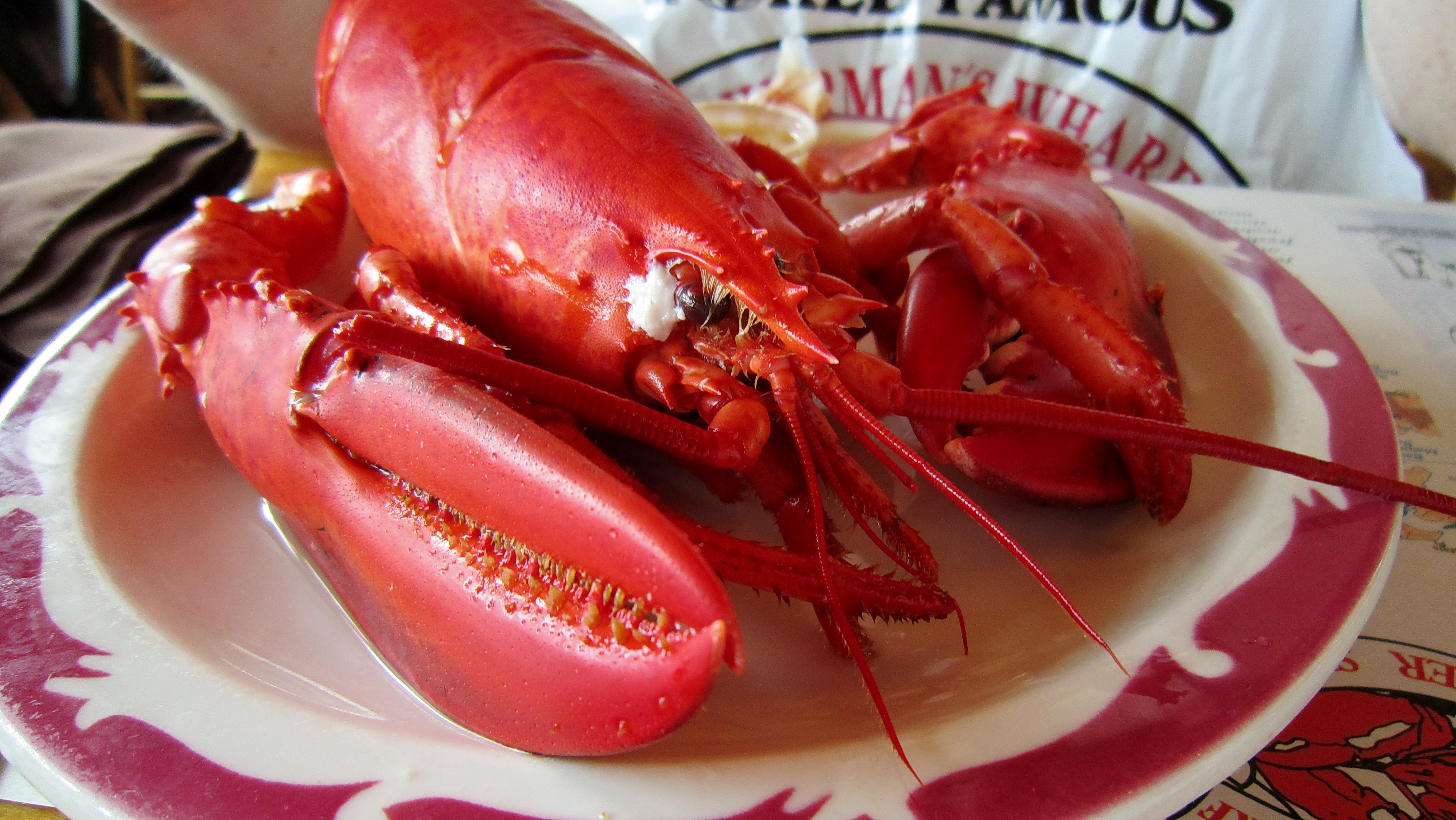
Một món hải sản từ tôm hùm, đặc sản cao cấp

Hải sản là nguồn thực phẩm bổ dưỡng. Các món ăn hải sản là những món ăn đặc biệt sử dụng hải sản (cá, sò ốc hay rong biển) làm thành phần chính và sẵn sàng cho ăn hoặc ăn kèm với bất kỳ chế phẩm hoặc nấu ăn nào cần thiết. Nhiều món cá hoặc hải sản có một cái tên cụ thể (cioppino), trong khi một số khác chỉ đơn giản là miêu tả (cá chiên) hoặc được đặt tên cho những địa điểm cụ thể.

## Danh sách
Dưới đây là danh sách các món ăn hải sản đáng chú ý. 
- Baik kut kyee kaik
- Balchão
- Bánh canh
- Bisque
- Bún mắm
- Bún riêu
- Chowder
- Cioppino
- Coconut shrimp
- Crab puff
- Crawfish pie
- Curanto
- Fideuà
- Đầu cá
- Hoe
- Hoedeopbap
- Jaecheopguk
- Kaeng som
- Kedgeree
- Maeuntang
- Moules-frites
- Namasu
- New England clam bake
- Orange cuttlefish
- 'Ota 'ika
- Paella
- Paila marina
- Plateau de fruits de mer
- Scampi
- Seafood basket
- Seafood birdsnest
- Seafood boil
- Seafood cocktail
- Seafood pizza
- Stroganina
- Sundubu jjigae
- Surf and turf

### Nghêu sò
- Nghêu hấp
- Clam cake
- Clam chowder
- Clams casino
- Clams oreganata
- Fabes con almejas
- Fried clams
- New England clam bake
- Stuffed clam

### Hàu
- Hàu nướng phô mai
- Angels on horseback
- Hangtown fry
- Oyster omelette
- Oyster sauce
- Oyster vermicelli
- Oysters Bienville
- Oysters en brochette
- Oysters Kirkpatrick
- Oysters Rockefeller
- Steak and oyster pie

### Cua ghẹ
- Bisque
- Cua sốt tiêu đen (Black pepper crab)
- Bún riêu – Bún riêu cua
- Cua sốt ớt
- Súp cua
- Crab cake
- Crab dip
- Crab ice cream[1]
- Crab in oyster sauce[2]
- Crab in Padang sauce hay cua Padang
- Crab rangoon
- Deviled crab –
- Gejang
- Njandu roast -
- Pastel de jaiba
- She-crab soup
- Soft-shell crab
- West Indies salad

### Tôm

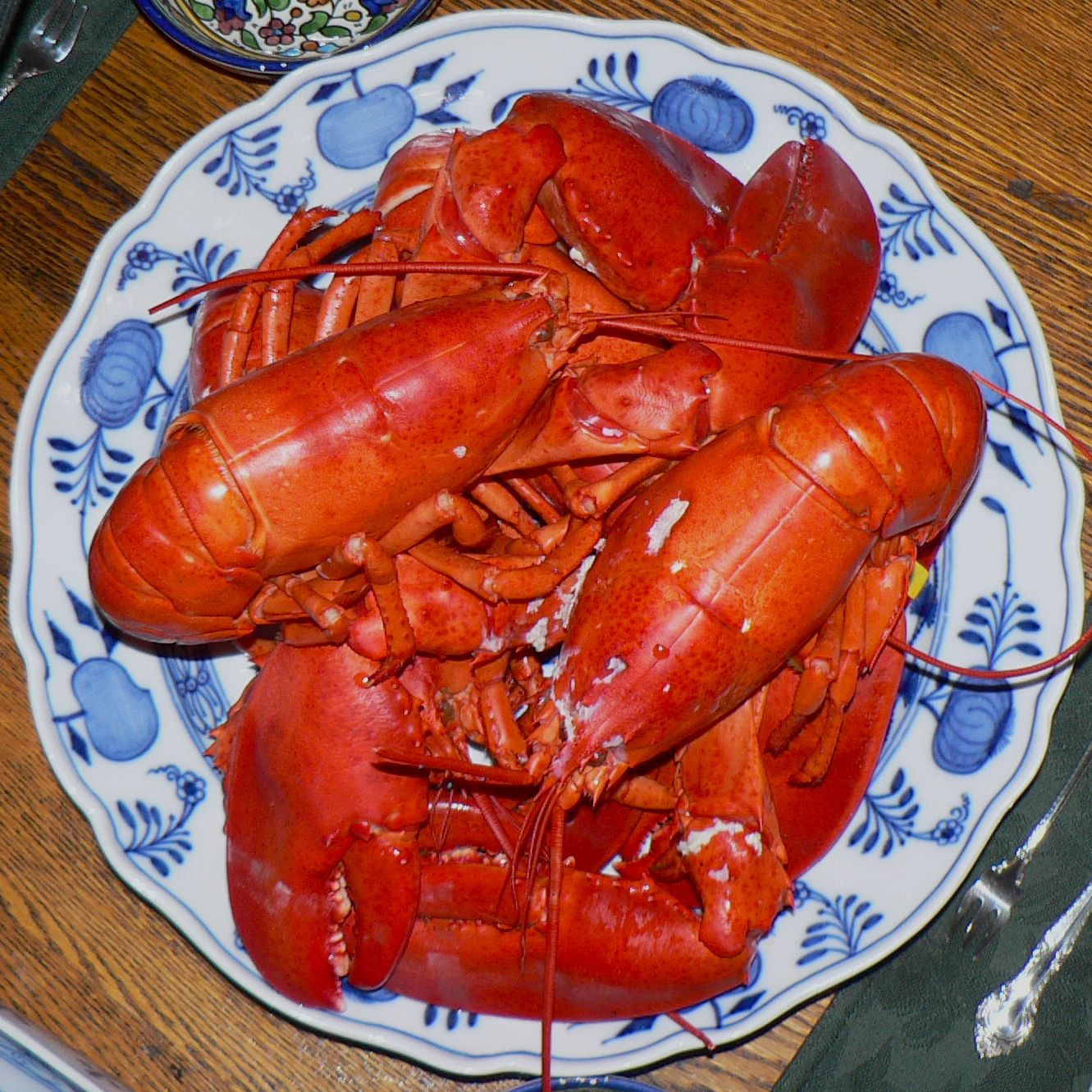
Một đĩa tôm hùm luộc (hải sản nấu)

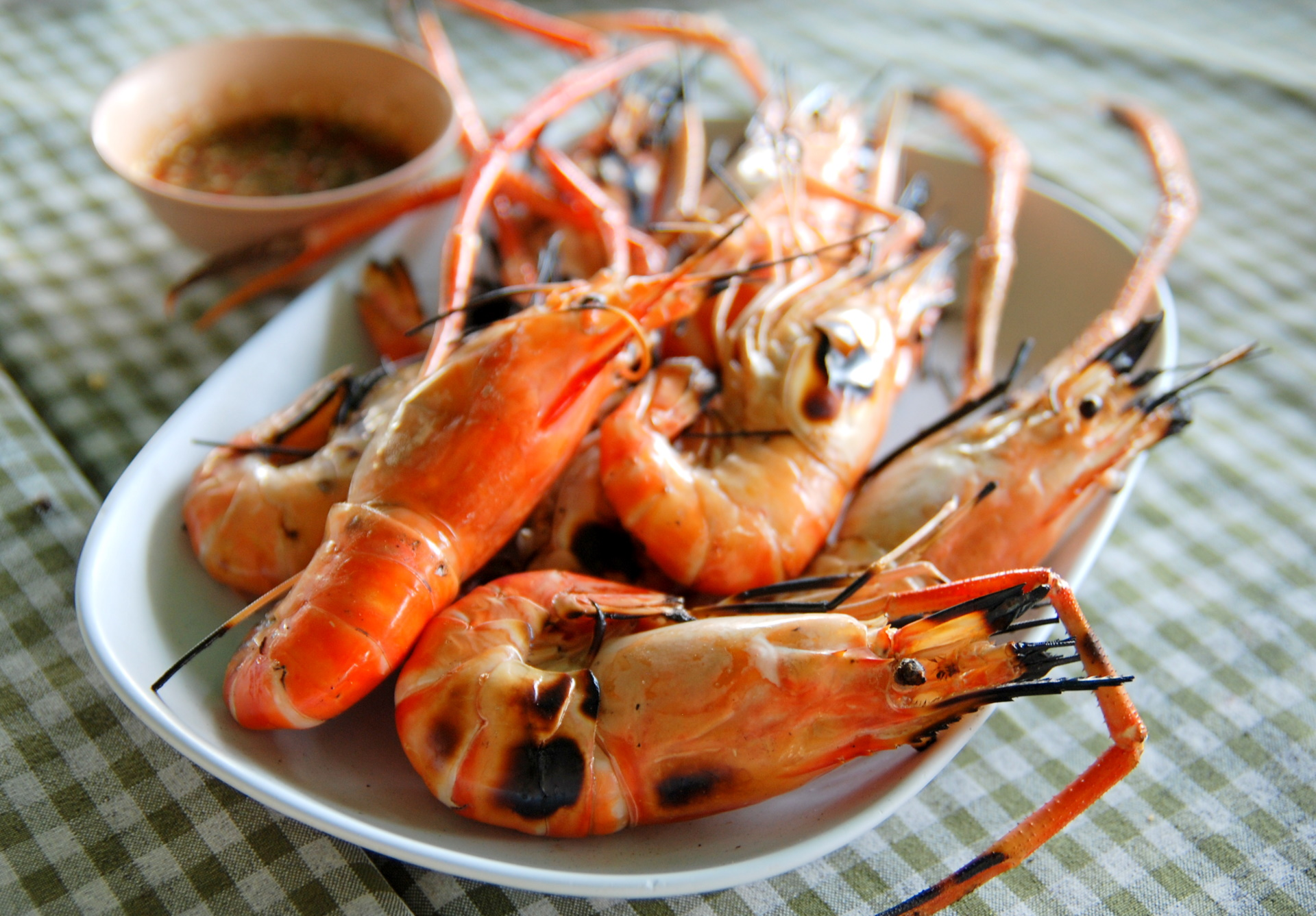
Tôm càng xanh nấu

- Tôm say rượu (Tôm túy quyền)
- Chạo tôm
- Bún mắm
- Odori ebi
- Kaeng som
- Tôm viên (Shrimp ball)
- Cà ri tôm (Shrimp curry)
- Mì nấu tôm (Prawn noodles)
- Tôm hấp (White boiled shrimp)
- Bobó de camarão
- Camaron rebosado
- Chakkoli
- Ebi chili
- Fried prawn
- Har gow
- Potted shrimps
- Prawn cocktail
- Shrimp DeJonghe
- White boiled shrimp
- Bagoong alamang
- Balchão
- Caguamanta
- Camaron rebosado
- Cincalok
- Dancing shrimp
- Dobin mushi
- Dynamite roll
- Fried prawn
- Gumbo
- Halabos na hipon
- Har gow
- Longjing prawns
- Mie goreng udang
- Nasi goreng udang
- Potted shrimp
- Prawn ball
- Prawn cracker
- Prawn cocktail
- Prawn roll
- Rempeyek udang
- Saeujeot
- Sambal goreng udang
- Sate udang
- Sesame shrimp
- Shrimp Creole
- Shrimp DeJonghe
- Shrimp roe noodles
- Shrimp toast
- Shrimp paste
- Siomay udang
- Udang telur asin
- Vatapá
- Coconut shrimp
- Prawn soup
- Kung chae nampla

### Tôm hùm

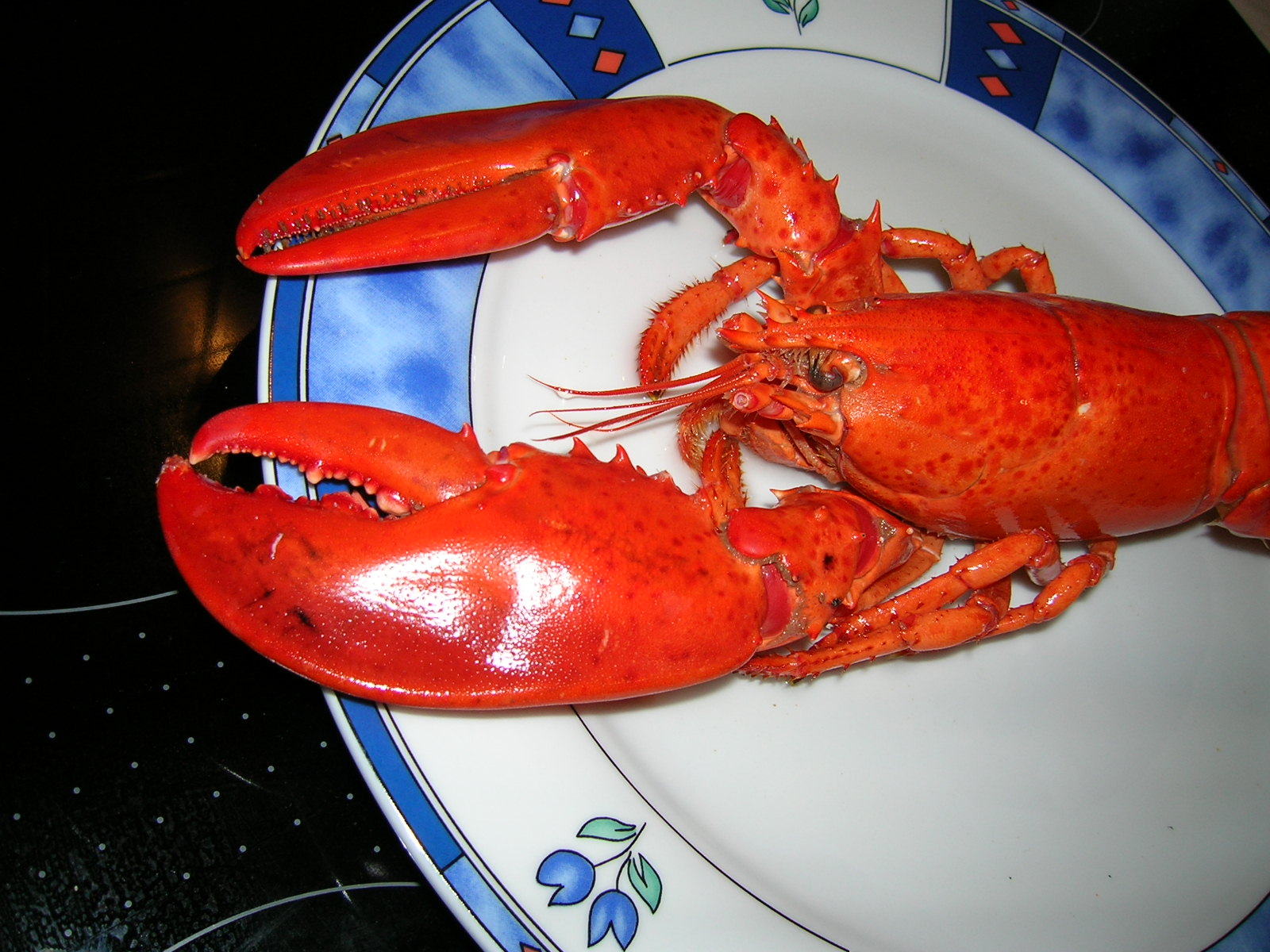
Tôm hùm luộc

- Tôm hùm bisque
- Lobster Newberg
- Lobster roll
- Lobster stew
- Lobster Thermidor

### Mực
- Arròs negre
- Dried shredded squid
- Ikameshi
- Squid
- Squid cocktail

### Bạch tuộc
- Hongzhang
- Miruhulee boava
- Nakji bokkeum
- Polbo á feira
- Sannakji
- Takoyaki

### Món súp
- Bouillabaisse
- Buridda
- Caldillo de congrio
- Caldillo de perro
- Cantonese seafood soup
- Chowder
  - Bermuda fish chowder
  - Clam chowder
  - Fish chowder
  - Spiced haddock chowder [3]
- Chupe
- Cioppino
- Clam soup
- Cullen skink
- Dashi
- Fish soup
- Fish soup bee hoon
- Fish tea
- Fisherman's soup
- Gumbo
- Herring soup
- Jaecheopguk
- Lobster bisque
- Lohikeitto
- Lung fung soup
- Mohinga
- Paila marina
- Phở
- Psarosoupa
- She-crab soup
- Sliced fish soup
- Sopa marinera một món Tây Ban Nha[4]
- Tom Yum
- Ukha